# Staffling
Staffling ist eine Ortschaft in der Katastralgemeinde Ruprechtshofen der Marktgemeinde Naarn im Machlande.

## Lage und Landschaft
Die Ortschaft mit 92 Einwohnern laut Volkszählung 2001 befindet sich etwa drei Kilometer südlich des Hauptortes der Marktgemeinde Naarn am Aist-Mühlbach, in der Nähe des Nordufers der Donau, auf 239 m ü. A. Nordöstlich donauaufwärts befindet sich die ebenfalls zur Katastralgemeinde Ruprechtshofen gehörende Ortschaft Straß. Sie befindet sich in der oberösterreichischen Raumeinheit Machland.
Östlich von Staffling liegt bereits in der Katastralgemeinde Baumgarten der Hauptort der ebenfalls bis 1937 selbständigen Gemeinde und Katastralgemeinde Baumgarten. Südöstlich an der Donau liegt der Hauptort der bis 1937 selbständigen Gemeinde Ruprechtshofen.
Weitere Ortsbezeichnungen in der Ortschaft Staffling: Weiler Neuham(mer), Weiler am Tabor.
Zwischen dem Ort und der Donau liegen das Straßer Aufeld und die Neuhamerau mit den Altarmgewässern der Donau.
Nachbarortschaften
| Straß                                                                   | Laab                                                       | Baumgarten     |
| (Donau)St. Pantaleon Erla (Gem. St. Pantaleon-Erla, Bez. Amstetten, NÖ) | Kompassrose, die auf Nachbargemeinden zeigt                | Holzleiten     |
|                                                                         | (Donau) Thürnbuch Au (Gem. Strengberg, Bez. Amstetten, NÖ) | Ruprechtshofen |

## Geschichte
Die Ortschaft ist, wie aus dem Namen ableitbar, bereits bei der ersten bayerischen Besiedelung der Gegend als Stapelplatz für über die Donau herbeigebrachte und für den Transport auf Saumpfaden Richtung Norden bestimmte Waren gegründet worden und befand sich im sogenannten Regensburger Luß.
Ausgehend von Staffling führte vom Machland über Perg, Sandweg, Judenleiten, Lebing (Gemeinde Allerheiligen im Mühlkreis), Tragwein und Gutau ein alter Saumpfad nach Böhmen. Die charakteristische strahlenförmige Anordnung der Flurstücke gegen Nordosten, von der Donau weg, ist bis heute im Landschaftsbild sichtbar.
Der ursprüngliche im 11. und 12. Jahrhundert zum Einflussbereich der Herren von Perg zählende und bereits 1050 erstmals als Besitz eines Wernhere de Staffelkarn urkundlich erwähnte Althof  in der Urpfarre Naarn dürfte bereits im 12. Jahrhundert zerteilt worden sein. Um 1130 wurde ein Eppo von Staphilaren urkundlich erwähnt.
Das Ladstättenrecht der Perger Bürger in Staffling und Neuham war im 15. Jahrhundert bereits umstritten. Die Lage der ehemaligen Ladestätte Neuham (als -ham-Ort wohl auch noch baierische Frühgründung) kann auf Grund der Flurbezeichnung Neuhamerau nur vermutet werden.
Die Bedeutung der Handelsniederlassung belegt auch der Ortsname Tabor, der für Befestigungen oder Wehrkirchen des Spätmittelalters im ganzen Ostalpenraum belegt ist.

## Tourismus und Wasserbau
Bei Staffling verläuft seit mehreren Jahren der Donauradweg, der meistbefahrene Radwanderweg Österreichs, der am Treppelweg der Donau direkt am Donauufer südlich der Auen den Ort passiert. Die Wegvariante über den Beginn des Radweges R29  (Machlandradweg) – bei Naarn nach Straß – Stafflinger Straße  – und zurück zur Donau ist möglich.
Seit 2011 wird Staffling durch einen Abschnitt des Machlanddammes vor den jährlichen und teilweise katastrophalen Donauhochwässern geschützt. Die Ortschaft wird künftig auf der Dammkrone im Süden umfahren.